# Refraktometr

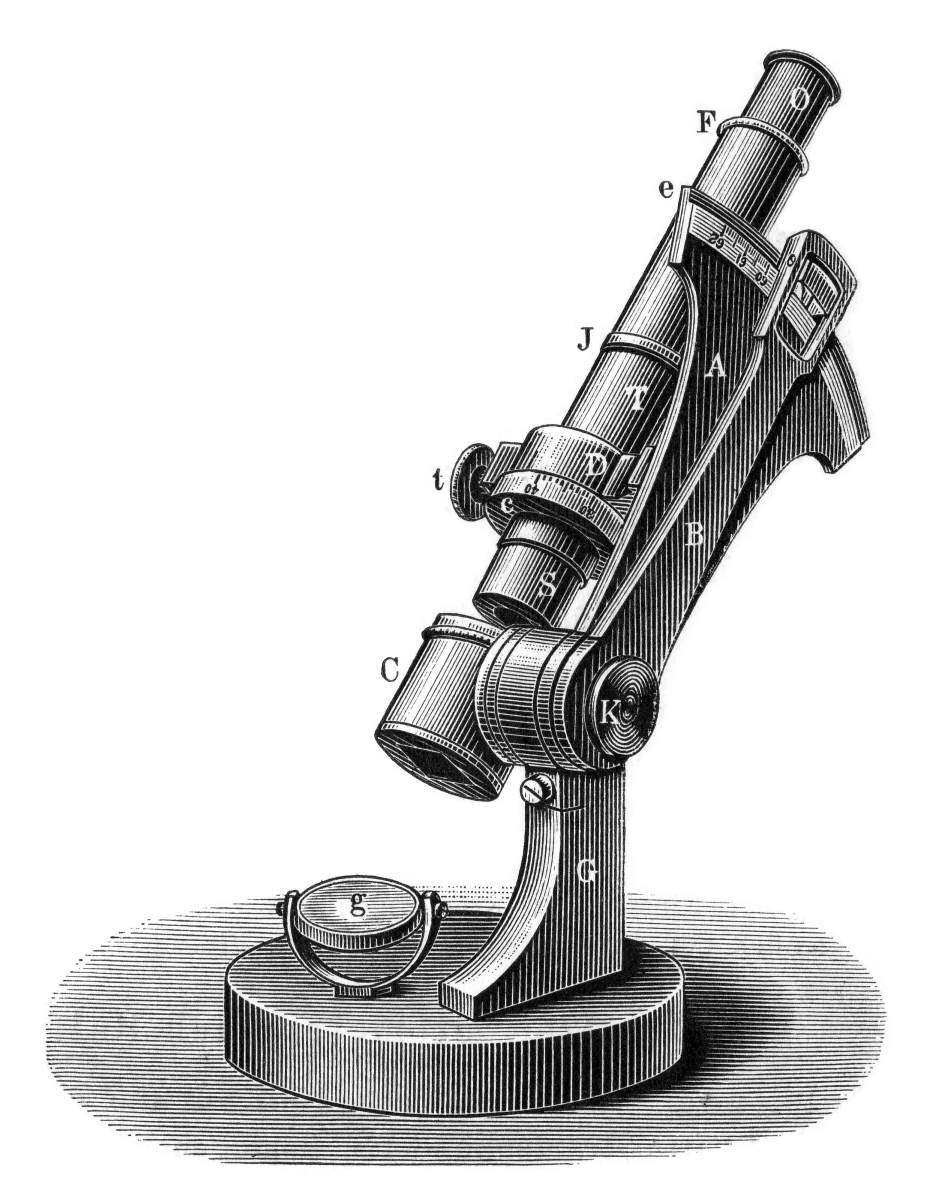
Refraktometr Ernsta Abbego z 1897 r.

Refraktometr – przyrząd do badania współczynników załamania światła różnych ośrodków (substancji), przede wszystkim cieczy. Klasycznym urządzeniem jest refraktometr Abbego, opracowany w końcu XIX wieku. Współcześnie stosuje się liczne typy nowoczesnych aparatów, o konstrukcji oraz dokładności i precyzji dostosowanej do konkretnych potrzeb. Dostępne są m.in. precyzyjnie kalibrowane aparaty z automatyczną kompensacją temperatury w przestrzeni, do której jest wprowadzana próbka. W wielu sytuacjach nie wymagających bardzo wysokiej precyzji pomiarów są stosowane łatwe w obsłudze zminiaturyzowane refraktometry kieszonkowe.

## Zasada działania

Ilustracja prawa załamania światła na granicy ośrodków o różnych wartościach współczynnika załamania, (żółte pole ilustruje rozproszenie wiązki padającej, które umożliwia obserwację granicy między polem jasnym i ciemnym w okularze przyrządu, gdy).

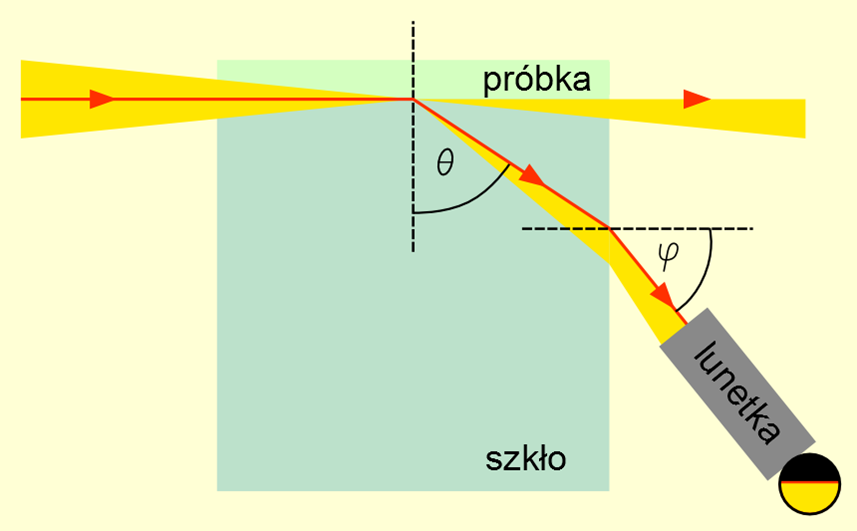
Zasada działania refraktometru Pulfricha

Zasada działania refraktometru interferometrycznego Jamina

Klasyczny pomiar współczynnika załamania światła {\displaystyle (n)} polega na wyznaczaniu wartości kąta granicznego {\displaystyle (\theta _{gr})} na podstawie prawa Snelliusa (wykorzystanie zjawiska całkowitego wewnętrznego odbicia):
{\displaystyle n_{1}\sin \theta _{1}=n_{2}\sin \theta _{2},}
{\displaystyle \sin \theta _{1}={\frac {n_{2}}{n_{1}}}\sin \theta _{2}.}
gdzie dolne indeksy 1 i 2 odnoszą się do sąsiadujących ośrodków o różnej gęstości optycznej.
Kąt graniczny jest zdefiniowany jako wartość kąta padania światła {\displaystyle (\theta _{1}),} biegnącego z ośrodka o większej wartości {\displaystyle n} {\displaystyle (n_{1}>n_{2})} w sytuacji, gdy kąt załamania {\displaystyle (\theta _{2})} osiąga wartość 90° (promień załamany „ślizga się” po powierzchni granicznej):
{\displaystyle \theta _{2}=90^{\circ },}
{\displaystyle \sin \theta _{2}=1,}
{\displaystyle \theta _{1}} = {\displaystyle \theta _{gr}.}
Znane wartości kąta granicznego i współczynnika załamania światła zastosowanego w refraktometrze materiału optycznego (np. szkło kwarcowe, n1), pozwalają obliczyć współczynnik załamania światła substancji badanej (n2), która kontaktuje się z tym materiałem optycznym.
Podstawą działania innych refraktometrów, nazywanych interferometrycznymi, jest definicja drogi optycznej:
{\displaystyle L={n}{S}}
gdzie:
{\displaystyle S} – rzeczywista droga przebyta przez światło (droga geometryczna),
{\displaystyle n} – bezwzględny współczynnik załamania światła ośrodka:
{\displaystyle n={\frac {c}{v}}}
gdzie:
{\displaystyle c} – prędkość światła w próżni (ok. 3×108 m/s),
{\displaystyle v} – prędkość światła w danym ośrodku.

## Podstawowe typy aparatów
Stosowane są np.:
Refraktometr Abbego
W refraktometrze wiązka promieniowania (np. monochromatyczna żółta linia D sodu z lampy sodowej) przechodzi przez dwa pryzmaty, między którymi znajduje się badana warstwa o mniejszej gęstości optycznej (np. woda lub roztwór wodny).
Wiązka ulega załamaniu lub odbiciu, zależnie od kąta padania i stosunku współczynników załamania w obu ośrodkach, równego stosunkowi sinusów kątów padania i załamania. Konstrukcja przyrządu umożliwia stopniową zmianę nachylenia pryzmatów względem wiązki padającej, w poszukiwaniu takiego kąta, przy którym pole widzenia w okularze jest oświetlone w połowie. Po wyzerowaniu przyrządu (np. z użyciem wody destylowanej) ze skali odczytuje bezpośrednio wartość {\displaystyle n.}
Refraktometr Pulfricha
Jego zasadniczą częścią jest kostka szklana, której boczna ścianka jest dokładnie prostopadła do ścianki górnej. Obie ścianki są dokładnie oszlifowane. Próbkę badaną ustawia się na kostce (kontakt optyczny uzyskuje się dzięki stosowaniu cieczy imersyjnej o współczynniku załamania mniejszym od n szkła i większym od n próbki, np. olejku cedrowego). Wiązka monochromatycznego światła (np. z lampy sodowej) jest kierowana stycznie do powierzchni kontaktu ośrodków (kąt padania jest równy 90°). Ruchoma luneta umożliwia znalezienie wartości kąta granicznego. Skrajnemu kątowi załamania wiązki wychodzącej odpowiada takie położenie lunetki, w którym pole widzenia jest równo podzielone na obszar jasny i ciemny. Promień (1) jest więc skrajnym promieniem wszystkich promieni wychodzących z refraktometru. Odpowiada mu ściśle określone położenie lunety L, określone kątem a, przy którym ostro zaznacza się wyżej wspomniana granica między jasnym polem widzenia a ciemnym.
Refraktometr Jamina
Jest jednym z rodzajów refraktometrów interferencyjnych (zob. interferometry). Umożliwia określanie różnicy między drogą optyczną dwóch wiązek promieniowania, przebywających tę samą drogę rzeczywistą {\displaystyle S} przez ośrodki o dwóch różnych współczynnikach załamania (na drodze tych wiązek umieszczane są np. kuwety z gazami lub cieczami o różnym składzie). Obie wiązki, różniące się po przebyciu różnych dróg {\displaystyle n\times S} fazą fali elektromagnetycznej, ulegają interferencji. Centralny prążek obrazu interferencyjnego odgrywa wówczas rolę wskazówki w przyrządzie pomiarowym – przesuwa się w różnym stopniu od centrum i może być w kontrolowany sposób sprowadzony do tego położenia.
Refraktometry automatyczne
Automatyczny pomiar indeksu refrakcji jest oparty na określeniu krytycznego kąta całkowitego odbicia. Źródło światła, najczęściej dioda LED, jest skierowane na powierzchnię pryzmatu za pomocą systemu optycznego. Filtr interferencyjny zapewnia specyficzną długość fali. W związku ze skupieniem światła w punkcie na powierzchni pryzmatu, pokryty zostaje szeroki zakres różnych kątów odbicia. Badana próbka jest w bezpośrednim kontakcie z pryzmatem. W zależności od jej indeksu refrakcji, padające światło poniżej krytycznego kąta całkowitego odbicia, częściowo przenika przez próbkę, a światło powyżej kąta całkowitego odbicia, zostaje całkowicie odbite. Ta zależność intensywności promieni odbitych i ich kątów, jest mierzona przez wysokorozdzielczy układ sensorów. Z sygnału video zebranego z sensora CCD, współczynnik refrakcji może zostać wyznaczony. Metoda detekcji krytycznego kąta całkowitego odbicia jest niezależna od właściwości próbki. Jest możliwe zmierzenie indeksu refrakcji próbek wysoce absorbujących lub zawierających pęcherzyki powietrza lub cząstki stałe. Co ważne, zaledwie kilka mikrolitrów próbki jest potrzebne do wykonania pomiaru, poza tym próbkę naniesioną na pryzmat zawsze można odzyskać po pomiarze. Określenie kąta refrakcji jest niezależne od wstrząsów lub innych czynników zewnętrznych.

## Zastosowania

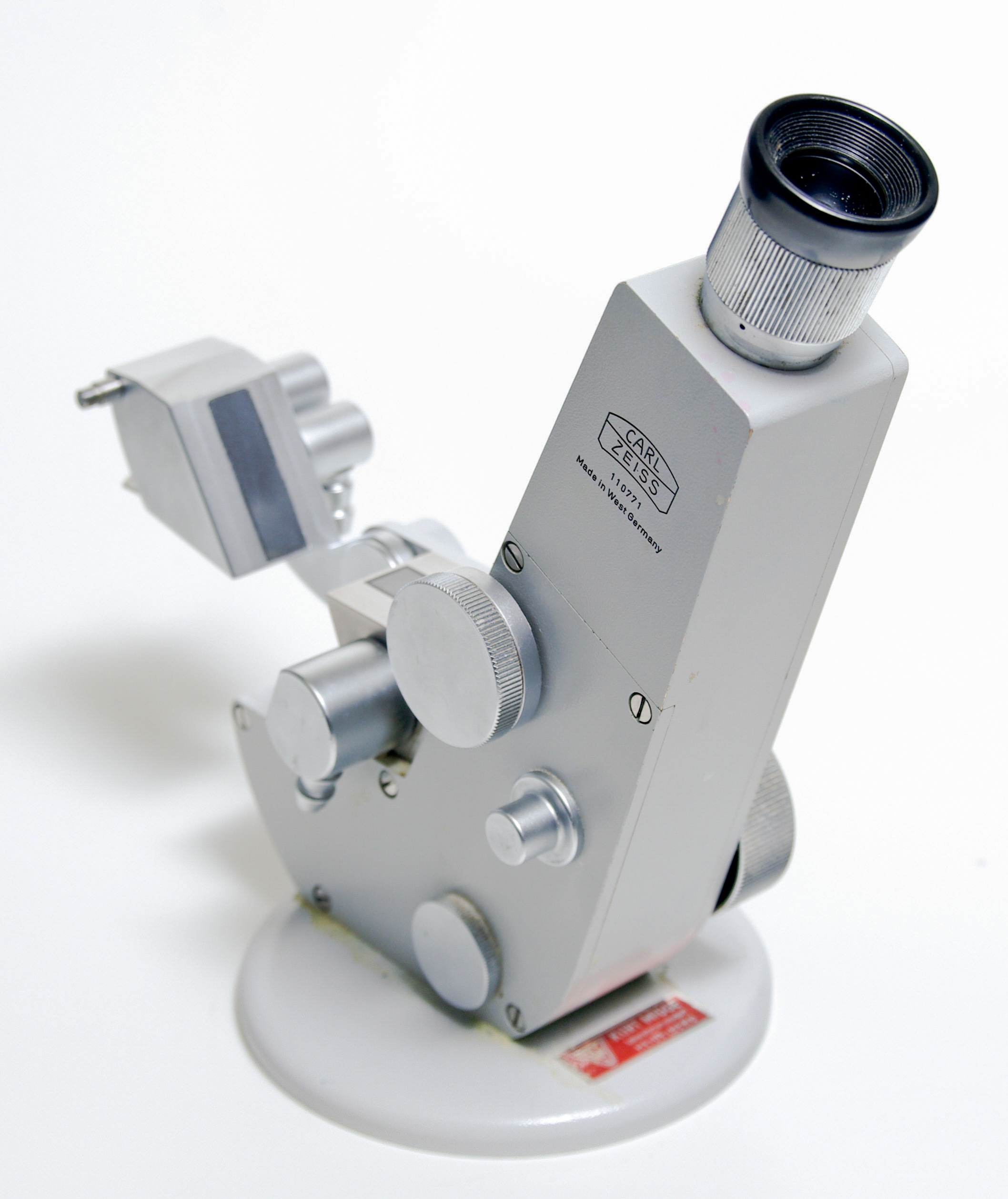
Refraktometr Abbego

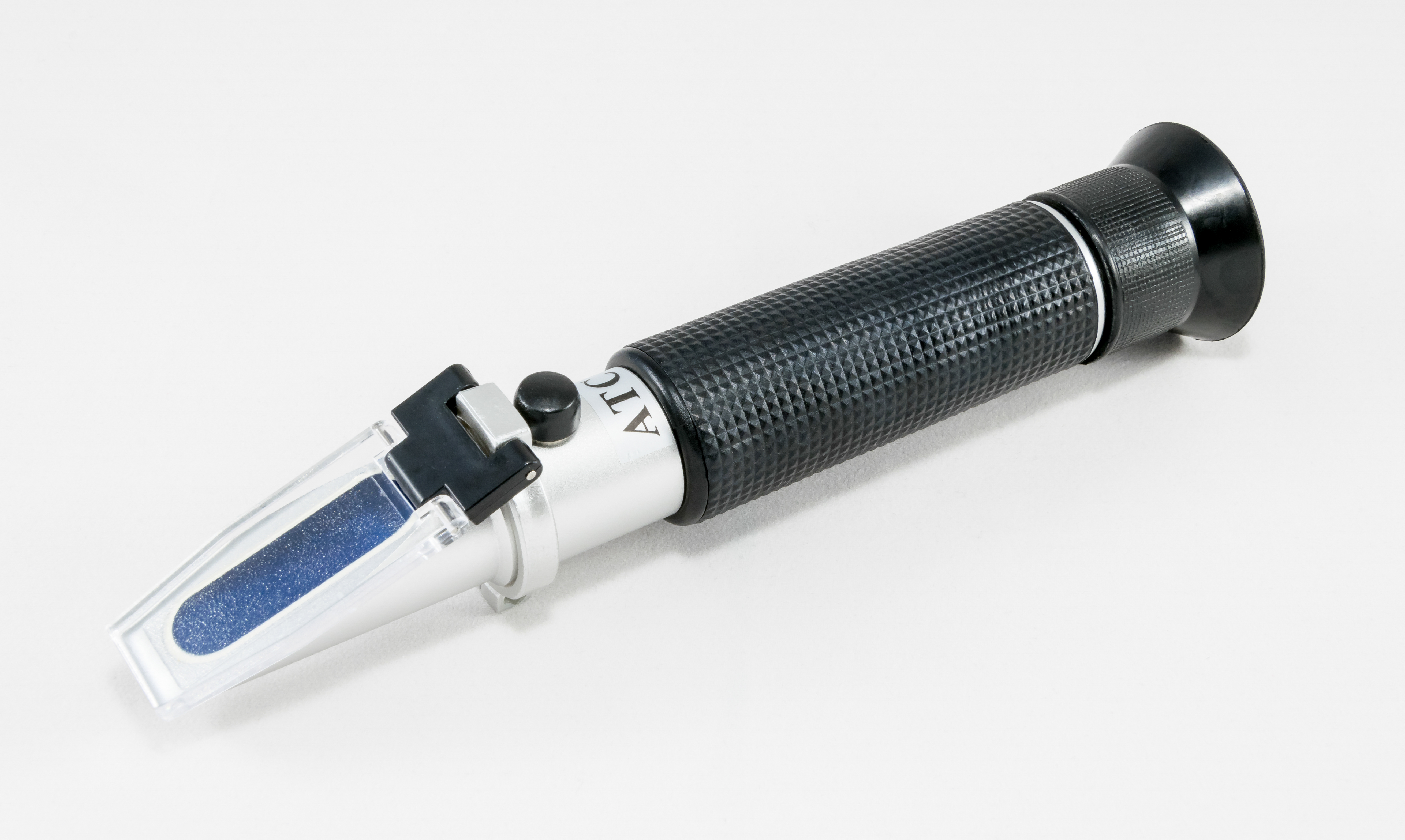
Refraktometr kieszonkowy

Pomiary wchodzące w zakres refraktometrii obejmują:
- analizy jakościowe, np. identyfikacja związków chemicznych i określanie stopnia ich zanieczyszczenia, kontrola jakościowa surowców i produktów w przemyśle farmaceutycznym, spożywczym, kosmetycznym, paliwowym, diagnostyka medyczna,
- analizy ilościowe, np. oznaczenia stężenia cukru w moszczu wina, alkoholu etylowego w piwie, wody w miodzie, soli w wodzie morskiej,
- badania fizykochemiczne, prowadzone w celu wyjaśnienia zagadnień oddziaływania fal elektromagnetycznych na powłoki elektronowe atomów i cząsteczek (np. wyznaczanie refrakcji molowych i jej składowych)[11].

Współczesne refraktometry są urządzeniami o różnej konstrukcji i dokładności, dostosowanej do tych specyficznych zastosowań.

### Refraktometr w piwowarstwie
W piwowarstwie stosowane są refraktometry kieszonkowe/ręczne. Służą one do szybkiego oznaczenia gęstości brzeczki. Wyskalowane są w stopniach Brixa, które są bardzo zbliżone do stopni Plato. Jednak refraktometr nie mierzy bezpośrednio gęstości brzeczki, a jedynie stopień załamania światła według zasady, że im gęściejsza brzeczka tym światło bardziej się załamuje. Dlatego w celu precyzyjnej konwersji stopni Brixa na stopnie Plato stosuje się równanie: Odczyt z refraktometru (°Bx) / 1,04 = Brzeczka (°P)